# Čtyřkoly
Čtyřkoly (Duits: Vierrad) is een Tsjechische gemeente in de regio Midden-Bohemen, en maakt deel uit van het district Benešov. Het dorp ligt op 3 km afstand van Pyšely en op 11 km afstand van de stad Benešov.
Čtyřkoly telt 783 inwoners (2024).

## Etymologie
De oorspronkelijke naam van Čtyřkoly is Verady. Die naam is afkomstig van de Duitse kolonisten, die het dorp Fyrady noemden, wat vervolgens verbasterd werd naar Vier(r)ad en uiteindelijk Verady. Na de Tweede Wereldoorlog, toen de Duitsers verdreven waren uit de regio, werd de naam in het Tsjechisch vertaald als Čtyřkoly.

## Geografie
Čtyřkoly ligt aan de rechteroever van de Sázava, vlak bij Čerčany. Aan de overzijde van de rivier ligt de gemeente Lštění. Tussen 1869 en 1910 behoorde Čtyřkoly tot laatstgenoemde gemeente. Beide plaatsen zijn door middel van een brug met elkaar verbonden.
De gemeente Čtyřkoly bestaat uit de volgende plaatsen:
- Čtyřkoly;
- Javorník (Čtyřkoly).

## Geschiedenis
De eerste schriftelijke vermelding van het dorp dateert van 1549.
Aan de oever van de Sázava, bij de stuwdam, stond vóór 1904 een molen. Dat jaar bouwde fabrikant Suchý op de plaats van de molen een fabriek voor de fabricage van dieselmotoren alsmede een energiecentrale, waardoor ook de rest van het dorp aangesloten werd op het elektriciteitsnet. Anno 2025 is de fabriek in handen van het Duitse ingenieursbedrijf Erwin Junker.
Sinds 1990 is Čtyřkoly een zelfstandige gemeente binnen het district Benešov.

## Sport en cultuur
Tussen de oprit van snelweg D1 en station Čtyřkoly, in een klein dal genaamd Vávrovky, ligt een voormalig voetbalveld, dat 's zomers voor evenementen gebruikt wordt.

## Verkeer en vervoer

### Autowegen
Weg III/1096 leidt vanuit Pyšle naar het dorp. Weg I/3 loopt langs de westkant van Čtyřkoly en verbindt het dorp met Mirošovice, Benešov, Tábor en České Budějovice. Čtyřkoly en Lštění zijn sinds 1949 met elkaar verbonden door een gedeelde auto- en voetgangersbrug van Britse makelij over de Sázava. In de loop ter tijd is ter versteviging een extra betonnen steunpilaar toegevoegd.

### Spoorlijnen
Čtyřkoly heeft een station aan spoorlijn 121 Praag - Benešov. De lijn is dubbelsporig en geëlektrificeerd, en maakt deel uit van het Europese spoorwegnet. Het lokale traject tussen Praag en Benešov wordt bediend door lijn S9 van Esko. Ook station Lštění, aan spoorlijn 212 Čerčany - Světlá nad Sázavou, is bereikbaar vanuit Čtyřkoly via de hierboven genoemde brug.

### Buslijnen
Er halteren geen buslijnen in het dorp.

##### Wandelroutes
Wandelroute 0001 Davle - Čerčany - Chocerady - Sázava loopt door het dorp.

### Fietsroutes
Fietsroute 0020 begint net buiten Čtyřkoly, aan de noordkant.

## Galerij

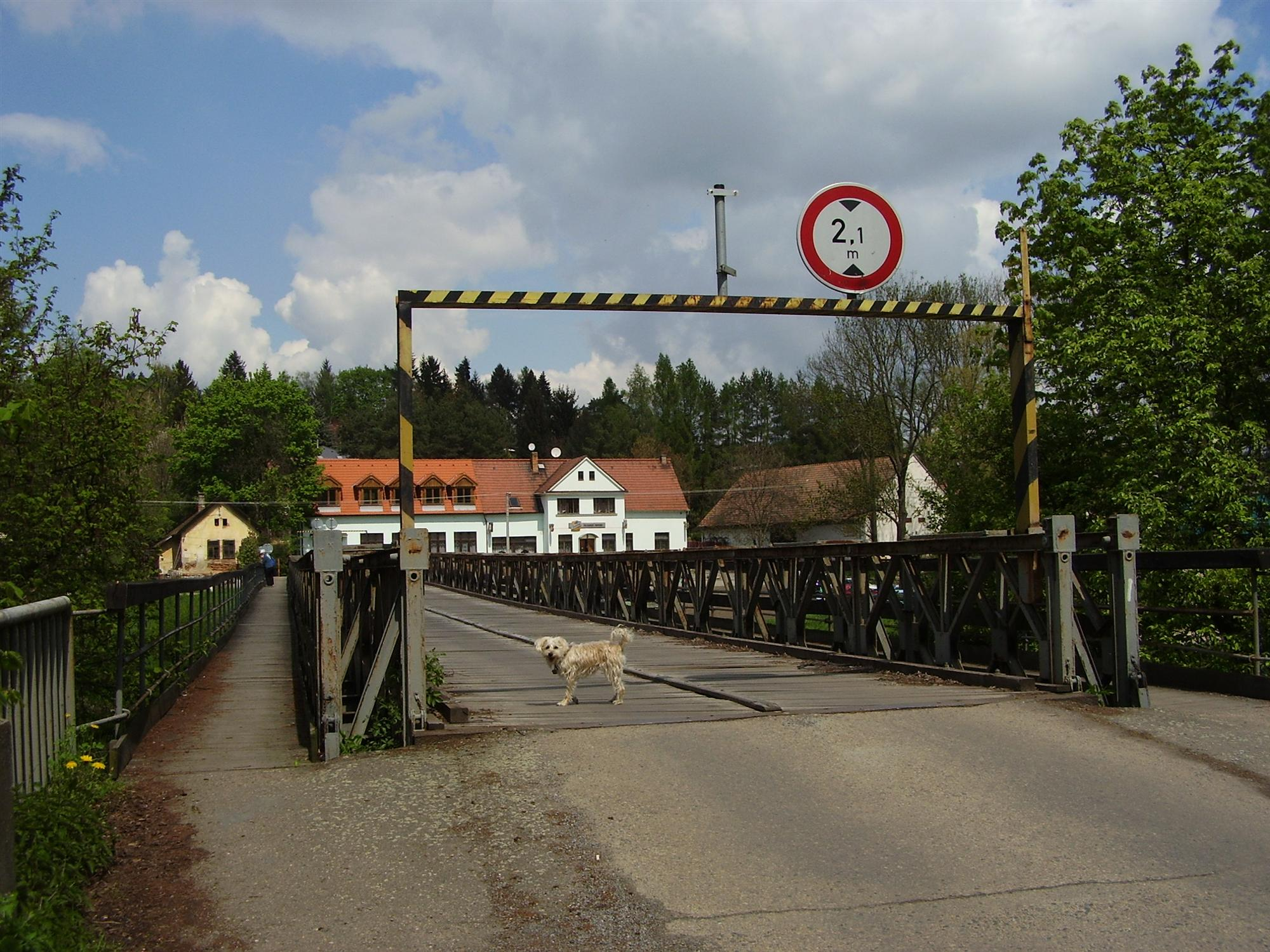
Brug naar Lštění (2008)
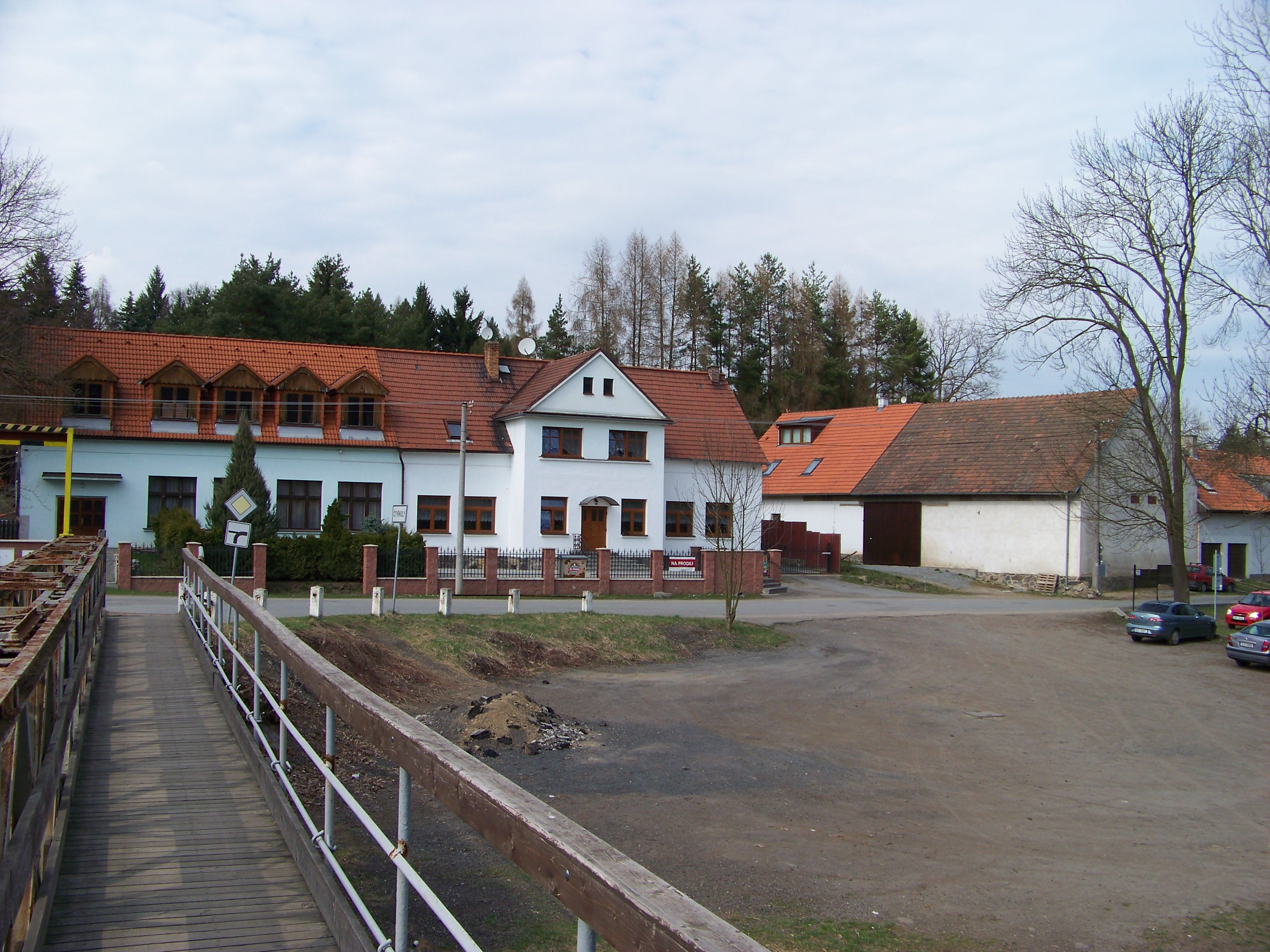
Huizen nabij de brug (2013)
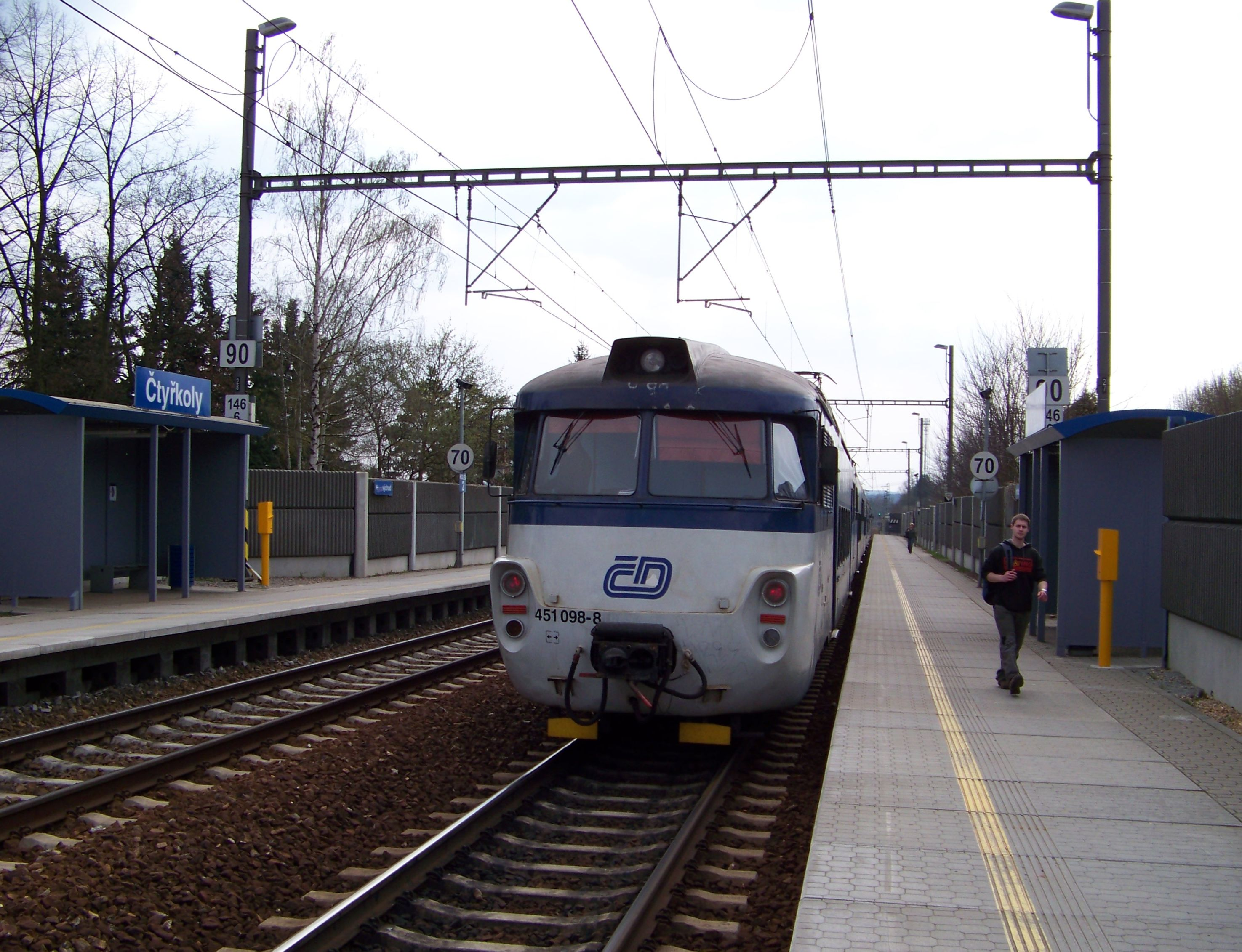
Station Čtyřkoly met trein (2013)
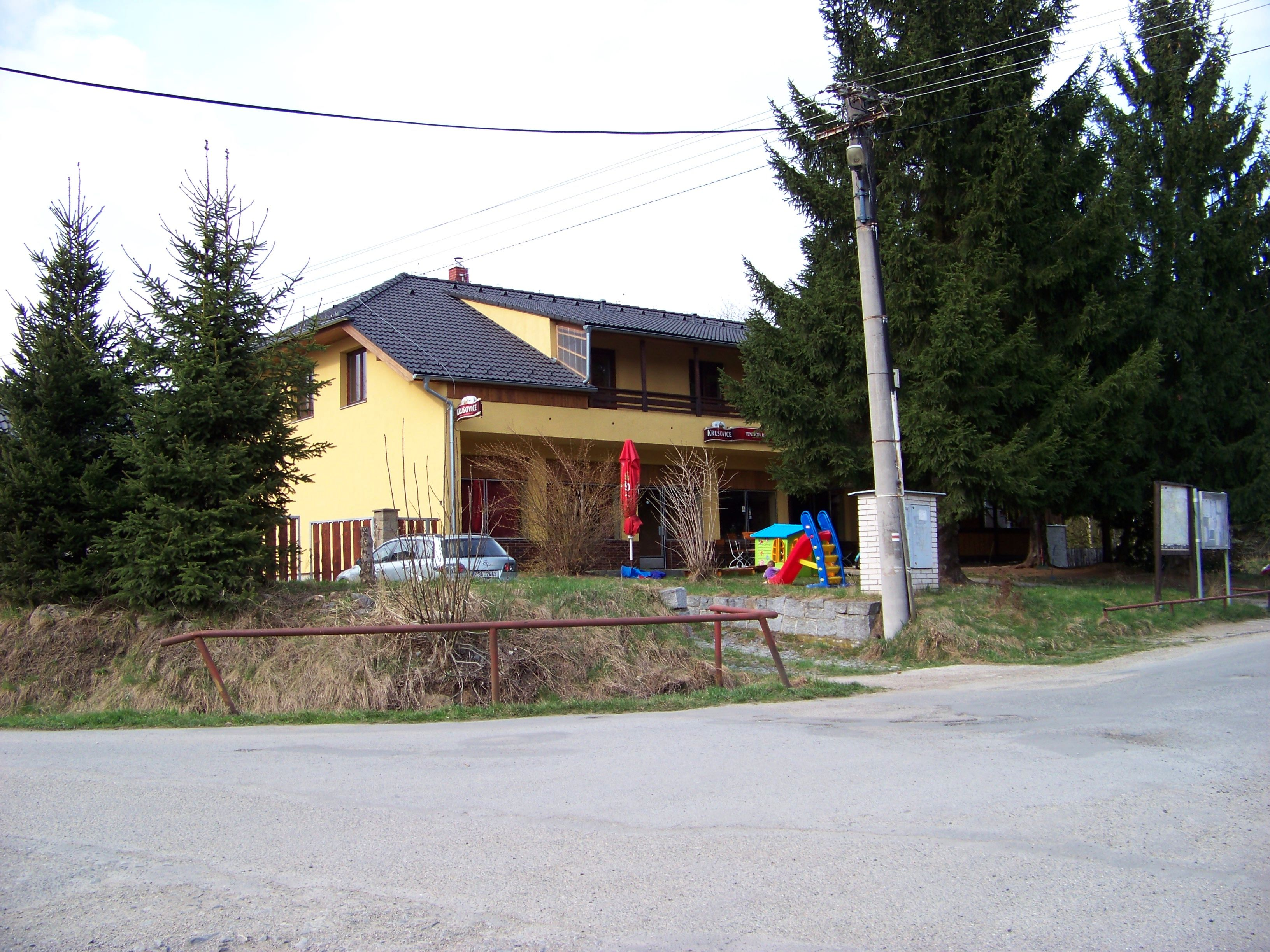
Pension in het dorp (2013)
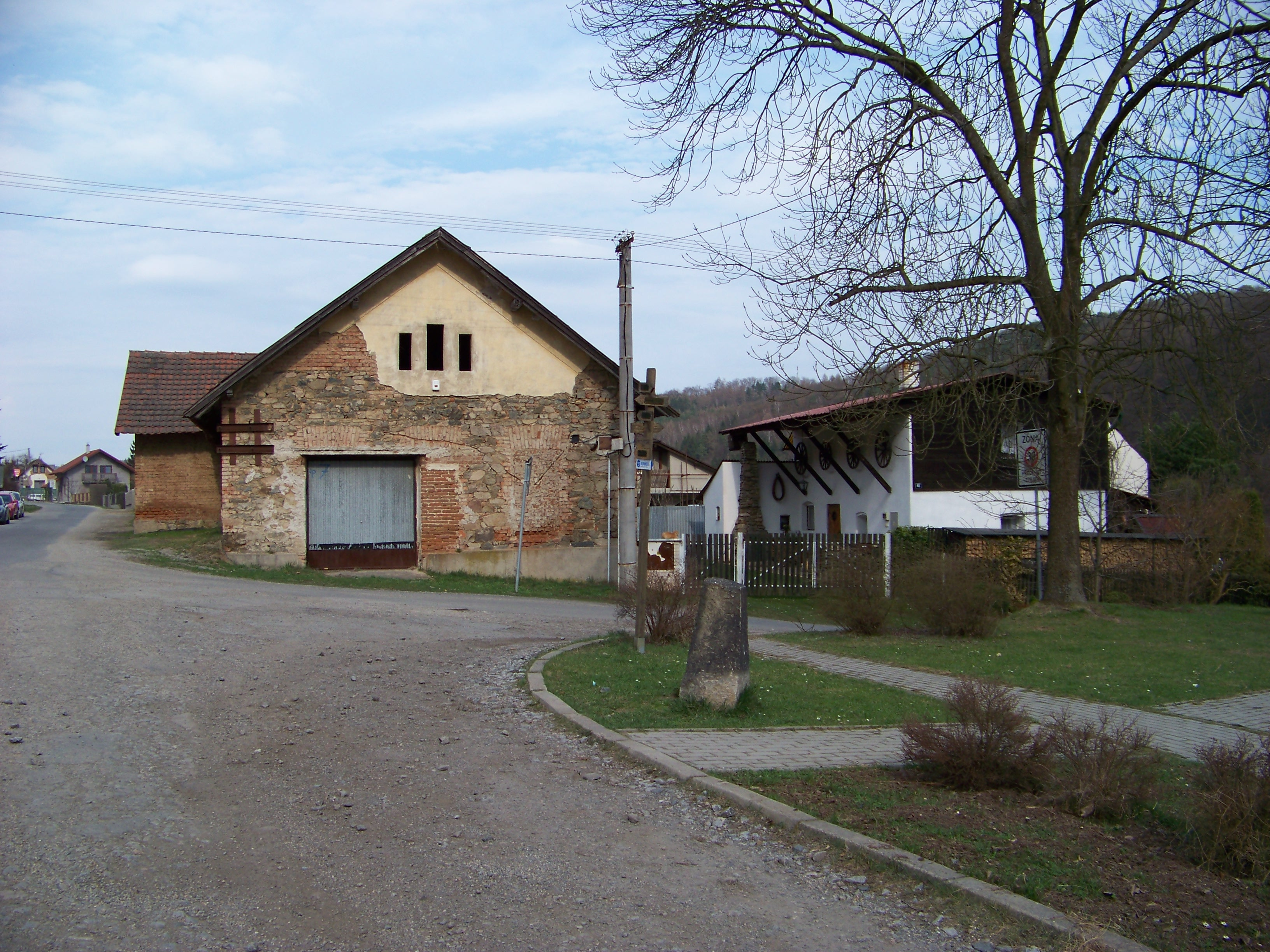
Huizen in het dorp (2013)
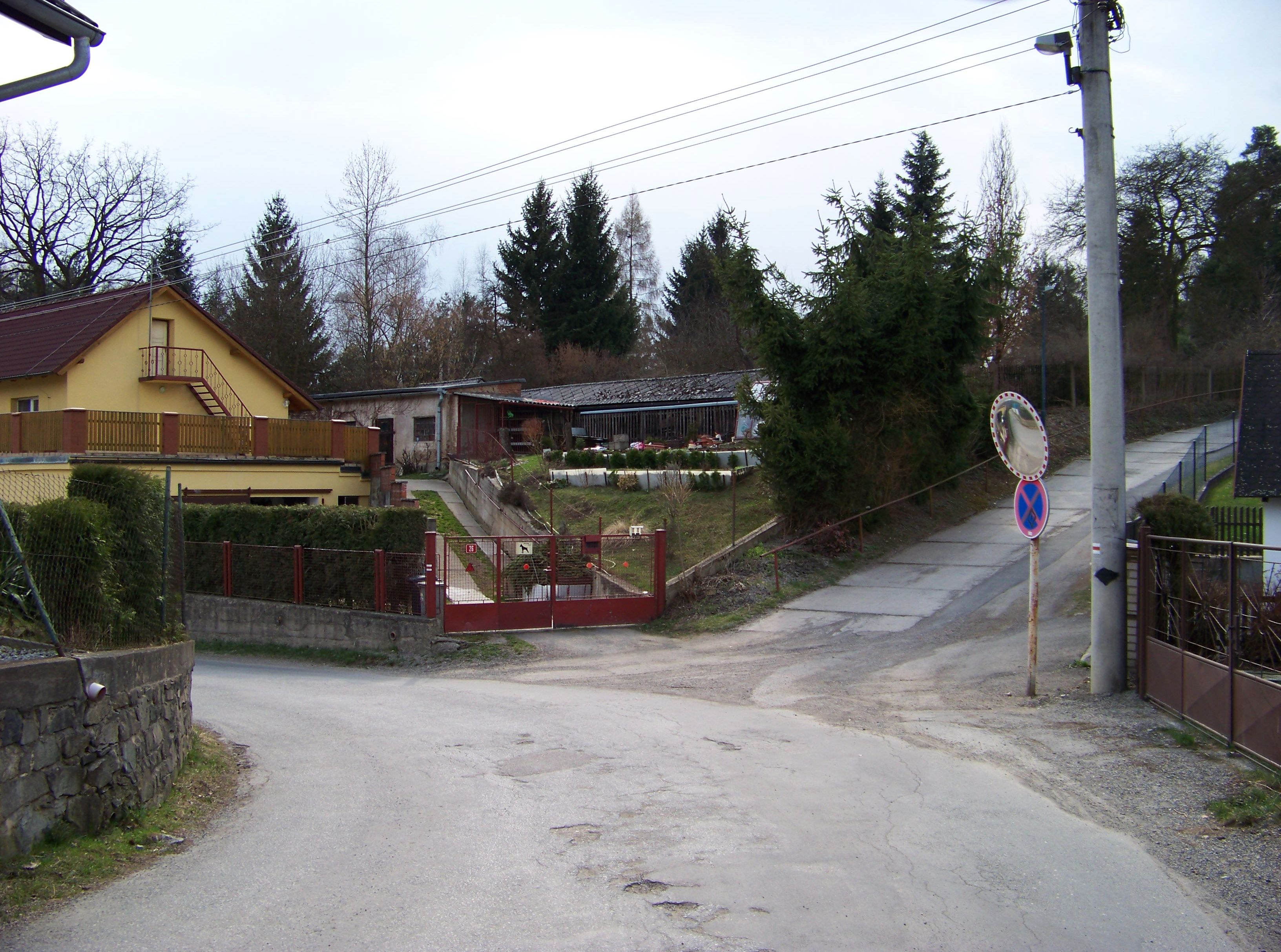
Huizen en heuvel (2013)
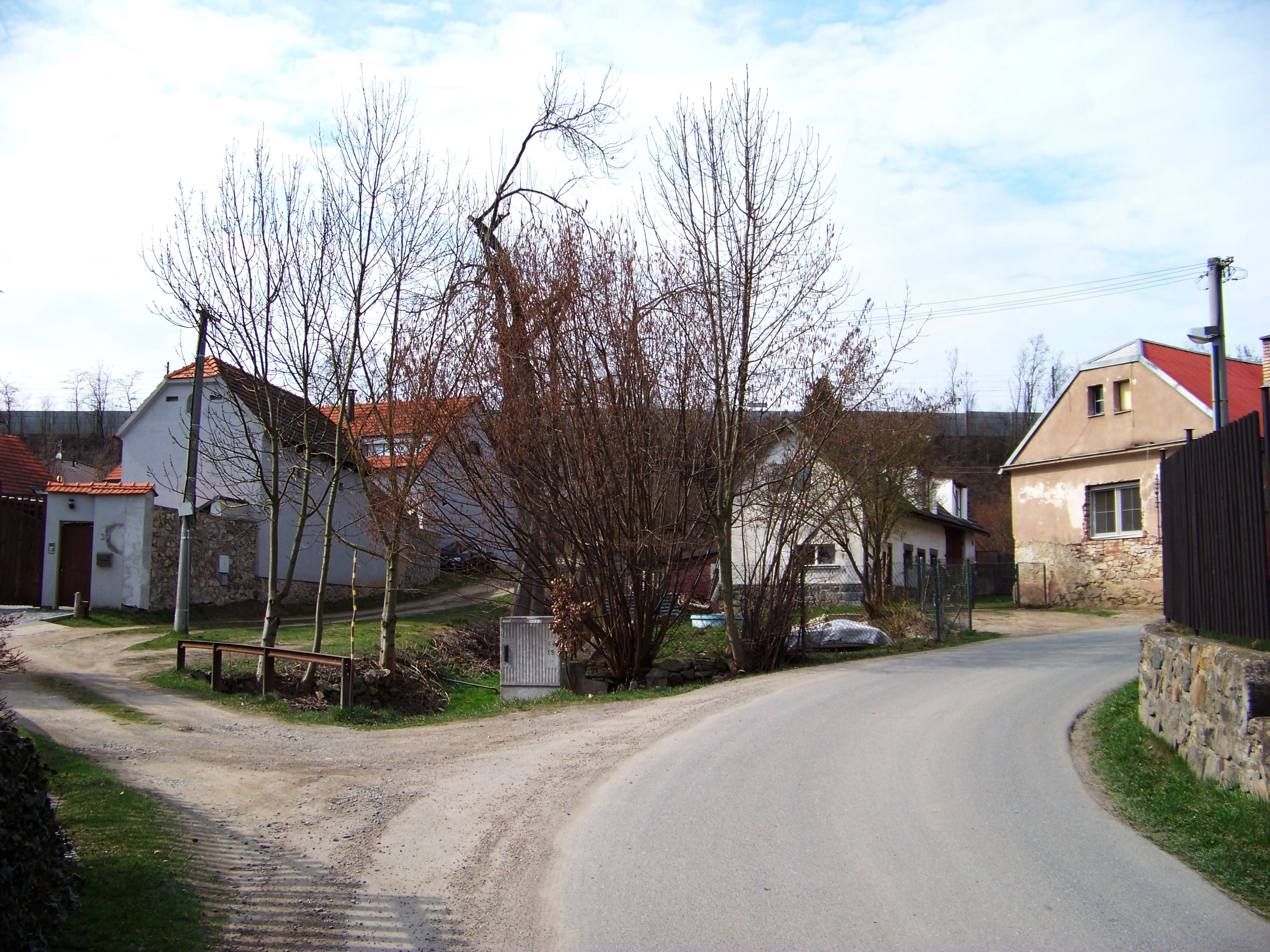
Straat in het dorp (2013)